# Jarosław
Jarosław (pronúnciese Yarósuaf; en ucraniano Ярослав, Yarosláv; en yidis יאַרעסלאָוו Yareslov; en alemán Jaroslau) es una ciudad del sureste de Polonia, capital del powiat (distrito) homónimo, incluido en el voivodato de Subcarpacia desde la creación de este en 1999, pues con anterioridad pertenecía al voivodato de Przemyśl. Situada a orillas del río San, la ciudad contaba con 38.360 habitantes en 2015.

## Historia
La ciudad fue fundada en el año 1031 por Yaroslav I el Sabio, príncipe del Rus de Kiev y le fue otorgado el Fuero de Magdeburgo por el príncipe polaco Vladislao II de Opole en 1375.
La ciudad se desarrolló rápidamente como centro comercial y puerto fluvial, alcanzando su mayor prosperidad en los siglos XVI y XVII, gracias a su feria anual de tres semanas de duración, celebrada en torno de la festividad de la Asunción.
A lo largo de la década de 1590 los tártaros al servicio del Imperio Otomano saquearon reiteradamente los alrededores de Jarosław en el curso de las Guerras de los Magnates de Moldavia. Aunque no fueron capaces de superar las fortificaciones de la ciudad, sus ataques comenzaron a mermar su fortaleza económica y su importancia. Los brotes de peste bubónica en la década de 1620 y la invasión sueca conocida como “El Diluvio” en 1655-60 contribuyeron al declive de Jarosław, que fue luego repetidamente saqueada por los ejércitos sueco, ruso y sajón durante la Gran Guerra del Norte, entre 1700 y 1721, acelerando la decadencia de la ciudad.
Como resultado de la primera partición de Polonia, Jarosław pasó a integrarse en 1772 en el Imperio austrohúngaro, como cabeza de distrito dentro del llamado Reino de Galitzia y Lodomeria, permaneciendo bajo el dominio de la monarquía de los Habsburgo hasta el final de la Primera Guerra Mundial.
Al comienzo de la Segunda Guerra Mundial, en septiembre de 1939, Jarosław fue capturada por la Wehrmacht. Muchos de los numerosos judíos residentes en la ciudad cruzaron el río San hacia la orilla soviética y buscaron refugio en las montañas de los Cárpatos. Los que no pudieron huir fueron víctimas del Holocausto, calculándose en 10.000 el número de judíos de la ciudad y sus alrededores que fueron exterminados hasta el final de la guerra.